# Eumonocentrus seydeli
Eumonocentrus seydeli är en insektsart som beskrevs av Capener 1953. Eumonocentrus seydeli ingår i släktet Eumonocentrus och familjen hornstritar. Inga underarter finns listade i Catalogue of Life.